# توفیق فکیکی
توفیق بن علی فکیکی (۱۹۰۳–۱۹۶۹) وکیل، فقیه، قاضی، ادیب، روزنامه‌نگار و پژوهشگر عراقی بود.

## تحصیل
او از دانشسرای معلمان و دانشکدهٔ حقوق فارغ‌التحصیل شد. اصول و ادبیات خواند، به وکالت پرداخت. در روزنامه‌نگاری نیز کار کرد، روزنامهٔ النظام را در سال ۱۹۲۷م برپا کرد که به‌زودی از سوی حکومت بریتانیایی عراق تعطیل شد. همچنین روزنامهٔ الرعد را در سال ۱۹۴۸م نشر داد که نیز توقیف شد.

## آثار
- راعی و رعیت
- نزدیک‌ترین ابزارهای نشر تمدن درست در عراق
- نخیل (شعر و نثر او)
- سکینه بنت الحسین (ع): قراءه نقدیه حول ما ورد عن مجالس السیده سکینه بنت الحسین (ع) الادبیه قدیما و حدیثا(به زبان عربی)
- اصول کشورداری از نگاه امام علی (ع)(ترجمه شده به زبان فارسی)[۱]

کتابخانهٔ شخصی او به کتابخانهٔ اوقاف همگانی بغداد رسید که ۱۷۰۰۰ مورد را شامل می‌شد. 